# Allotraeus subtuberculatus
Allotraeus subtuberculatus är en skalbaggsart som först beskrevs av Maurice Pic 1933.  Allotraeus subtuberculatus ingår i släktet Allotraeus och familjen långhorningar. Inga underarter finns listade i Catalogue of Life.